# Tetratenita
A tetratenita é uma liga metálica nativa composta de FeNi do tipo L1 0 quimicamente ordenado, reconhecida como mineral em 1980.   O mineral tem esse nome devido à sua estrutura cristalina tetragonal e à sua relação com a liga de ferro-níquel, o tenite.  É uma das fases minerais encontradas no ferro meteórico.   

## Formação
A tetratenita se forma naturalmente em meteoritos de ferro que contêm tenite que são resfriados lentamente a uma taxa de alguns graus por milhão de anos, o que permite o ordenamento dos átomos de Fe e Ni.   É encontrado mais abundantemente em meteoritos condritos de resfriamento lento,  bem como em mesosideritos.  Com alto teor de Ni (até 52%) e temperaturas abaixo de 320°C (a temperatura de transição ordem-desordem), a tetratenita é decomposta do tenite e distorce sua estrutura cristalina cúbica de face centrada para formar a estrutura tetragonal L1 0.  
A fase L1 0 pode ser produzida sinteticamente por irradiação de nêutrons ou elétrons de FeNi abaixo de 593 K, por redução de hidrogênio de NiFe 2 O 4 nanométrico,  ou por cristalização de ligas Fe-Ni na presença de vestígios de fósforo. 
Em 2015, foi relatado que a tetratenita foi encontrada em uma rocha terrestre – um corpo de magnetita da cordilheira Indo-Mianmar, no nordeste da Índia. 

### Um protocolo laboratorial para síntese em massa, anunciado em 2022
A mistura de ferro, níquel e fósforo em quantidades específicas e a fundição da mistura forma tetratenita em grandes quantidades, em segundos.   Esta descoberta, anunciada em 2022, aumenta a esperança de que algumas das tecnologias que atualmente exigem o uso de ligas magnéticas contendo metais de terras raras possam ser alcançadas usando ímãs feitos de tetratenita como alternativa, o que reduziria a dependência de minas de terras raras tóxicas e ambientalmente prejudiciais. 

## Estrutura de cristal
A tetratenita tem uma estrutura cristalina altamente ordenada,  de cor cremosa e exibindo anisotropia óptica.  Sua aparência é distinguível do tenite, que é cinza escuro com baixa refletividade.  FeNi forma facilmente uma estrutura cristalina cúbica, mas não possui anisotropia magnética nesta forma. Três variantes da estrutura cristalina tetragonal L1 0 foram encontradas, já que a ordenação química pode ocorrer ao longo de qualquer um dos três eixos. 

## Propriedades magneticas
A tetratenita apresenta magnetização permanente, em particular, alta coercividade.  Possui um produto teórico de energia magnética, a quantidade máxima de energia magnética armazenada, superior a 335 kJ m −3. 

## Formulários
A tetratenita é uma candidata para substituir ímãs permanentes de terras raras, como samário e neodímio, uma vez que tanto o ferro quanto o níquel são abundantes em terra e baratos. 